# Рава-руська ратуша
Ра́ва-Ру́ська пожежна вежа— одна з небагатьох уцілілих внаслідок пожеж та двох воєн архітектурних пам'яток міста Рави-Руської, що в Львівському районі Львівської області.
Це що зараз називають Ратуша, яка стоїть у центрі міста по вул. Грушевського, не є ратушею у прямому сенсі слова. Справжня міська ратуша, в якій містився увесь адміністративний апарат міста, стояла на площі Ринок (теперішня Вічева). Після приходу радянської влади та під час Другої світової війни головна ратуша була знищена. Тому тепер неофіційною ратушею вважається колишня пожежна вишка (каланча). 

Колишня ратуша у м. Раві-Руській (будинок не зберігся)

За часи незалежності України годинник-куранти на ратушній вежі не працював. Раніше ним опікувався, лагодив та доглядав один із місцевих майстрів. «Він не працював понад 30 років, а потім місцевий годинникар-самоук Кондратович відремонтував його,— розповідає Дмитро Гладинюк, колишній секретар Рава-Руської міськради.— Але за рік годинник збився, а майстер помер». Відтоді майже 20 років годинник постійно «пізнив», а з часом узагалі зупинився. Після реставрації ратуші 2007 року було відновлено лише зовнішній вигляд годинника — циферблат. Однак він і надалі перебував у неробочому стані.
Влітку 2010 року після тривалого ремонту відбулося урочисте відкриття й посвячення годинника. У відновленому годиннику, який має чотири циферблати — по одному на кожну сторону вежі,— замінили всю серцевину. Замість механічної вона тепер електронна. Нині часомір постійно сповіщає про настання нової години гучним бамканням. Годинник містить у собі функції 12-ти мелодій та нічного освітлення циферблатів. Куранти у денний час вибивають кожну чверть години. На 59-ій хвилині звучить одна із 12-ти мелодій, а після того, залежно від години, відповідну кількість разів б'ють куранти.
На вежі встановлено ще один, менший годинник, який показує час країн Європейського Союзу. Циферблат має вигляд прапора ЄС, де зірки на синьому тлі символізують кожну з годин.